# 直廬
直廬（じきろ）とは、皇親・摂関・大臣・大納言などが宿直・休憩を行うために宮廷内に設置された部屋のこと。
休憩のほかに私的な会合などに用いられたが、摂関の場合は天皇近くで政務を執る必要からここを事実上の執務室として用いる場合もあった。更には除目・叙位などの重要な政務の決定も摂関の直廬で開催される場合もあった。
原則的には宮廷内に設置されていたが、里内裏などに御所があって宮廷内に空間が取れない場合は近隣の施設内に直廬が設置される場合もあった。